# 劉倬
劉倬（1539年—？），字原檢，直隸蘇州府長洲縣人，民籍，明朝政治人物。

## 生平
隆慶元年（1567年）丁卯科應天鄉試第九十八名舉人，二年（1568年）中式戊辰科會試第一百八十五名，三甲第二百五十四名進士。授汝寧府推官，萬曆三年（1575年）十月選授山東道試御史，五年正月升廣東嶺西道僉事，六月改補廣州兵巡道，七年十二月升廣東左參議，以平廣東龍川縣猴嶺巢逆賊鮑時秀等，九年二月升廣東副使，十二年四月升湖廣左參政。

## 家族
曾祖劉杲，都察院右副都御史 贈通議大夫；祖父劉烱，知府；父劉深，母徐氏。慈侍下。兄劉偲。子劉誦，丙午舉人；曾孫劉曙，崇禎癸未進士。